# Nova Gradiška
Nova Gradiška è una cittadina della Croazia, situata nella regione storico-geografica della Slavonia. La città, che ha 15 833 abitanti, è il secondo maggior centro della contea di Brod e della Posavina.
Nova Gradiška è situata presso il fiume Sava e venne fondata nel 1748 col nome tedesco di Friedrichsdorf. Pur essendo nota come la "città più giovane della Croazia" conserva un nucleo storico con due chiese barocche.
Non è da confondere con Stara Gradiška (Vecchia Gradisca), un attiguo insediamento, sempre in Croazia, di precedente fondazione. Esiste, inoltre, una terza Gradiška, nota anche come Bosanska Gradiška o Gradisca-dei-Turchi (Gradiska-des-Turcs), dall'altra parte della Sava, a lungo una piazzaforte del Turco.
Fu una delle prime città croate ad essere raggiunte dall'energia elettrica. Nova Gradiška ha un'economia basata sull'agricoltura (viene esportato il malto in Belgio per la preparazione della birra) e sulle industrie di mobili. Il tasso di disoccupazione è però ancora alto anche a causa delle distruzioni derivanti dalle guerre jugoslave.